# Ехали казаки из Дону до дому
Е́хали каза́ки из До́ну до до́му (Ехали казаки из Дону до дома; укр. Їхали козаки із Дону додому, Їхали хозари, Їхали татари) — сюжет свадебных народных украинских и белорусских казачьх песен, в котором рассказывается об эпизоде во время возвращения казаков (хазар, татар) после боёв с Дона домой с девушкой Галей. Входит в репертуар многих исполнителей и коллективов Украины, а также Кубани.

## Два куплета
Наиболее известная версия песни.

Ехали казаки из Дону до дому,

Обманули Галю — забрали с собой.

Ой, ты Галю, Галю молодая,

Обманули Галю — забрали с собой

...

А кто дочерей имеет, пусть научит,

И тёмной ночью гулять не пускает.

Ой, ты Галю, Галю молодая,

И тёмной ночью гулять не пускает.
Оригинальный текст (укр.)Їхали козаки із Дону додому,

Підманули Галю, забрали з собою.

Ой ти, Галю, Галю ж молодая,

Підманули Галю, забрали з собою.

...

А хто дочок має, нехай научає,

Та й темної ночi гулять не пускає.

Ой, ти Галю, Галю молодая,

Та й темної ночi гулять не пускає.

## История
Считается, что украинскую песню «Ехали казаки» в 1936 году «вернул из забвения» Краснознамённый ансамбль красноармейской песни и пляски СССР.
Киевский краевед Михаил Молявко в начале 1990-х годов сообщил о первоначальном варианте песни, записанной им от своего родственника дяди Гордея, где вместо «казаки» было слово «хазары». По мнению М. Молявко, после революции 1917 года слово «казак» для Советской власти было синонимом слова «контра», и песни о казаках, как и само казачество, уничтожались коммунистическим режимом особенно тщательно. Лишь в середине 1930-х годов было позволено говорить о казаках, но только в строго отведённых рамках. Именно в это время появилась переработанная «народными поэтами» на новый лад песня под названием« «Ехали казаки».
Эта публикация приобрела популярность и получила поддержку в некоторых кругах. Спустя двадцать лет историк Д. Кобельский высказал мнение, что «хазарская» версии «не бытовала в среде украинского народа и можно предположить, что данный вариант придумал Молявко».
Поэтесса Антонина Гармаш-Литвин привела схожий вариант «хазарской» версии песни, записанной от Назаренко Селаветы Антоновны — жительницы с. Гребни Киевской области Украины. Также песня «Ехали хазары» (укр. Їхали хазари) приведена в сборнике народных песен Покутья (укр. Популярні українські народні пісні Покуття), которая записана в селе Цуцилин Ивано-Франковской области в 1970 году.
В 2020 году фольклористы Д. Г. Трегубов и  И. М. Трегубова в статье «Весенне-свадебные мотивы в трагических народных песнях» (укр. Весняно-весільні мотиви у трагічних народних піснях) сообщили о множестве народных песен со схожим мотивом, причём бытовавшим как на территории Украины, так и за её пределами.
В 1887 году А. Потебня опубликовал украинскую колядку “Сожжение шинкарки» со схожим сюжетом.
Белорусские традиционные песни с аналогичным сюжетом были опубликованы П. В. Шейном в 1887 году.

## Сюжет
По мнению этнографов, песня является наиболее известным вариантом сюжета с общей формулой «обольститель девушки». Основой сюжета является отображение неэтичных действий мужчин на фоне опрометчивого поведения девушки, что приводит к её гибели — сожжением девушки под сосной (на Восточной и Центральной Украине) или девушку топят в Дунае (на Западной Украине). В песне сохранились элементы древнего весеннего и свадебного обрядового фольклора. Гибель девушки символически отражает переход от девушки к замужней женщине, из родительского дома в дом жениха. «Горящая сосна» — известная гипербола свадебных песен (см. также обряд Свадьба с сосной).
По советской традиции её поют на весёлый мотив, некоторые кобзари исполняют её как думу. Версия песни со словами «Їхали  козаки  із  Дону  додому,  /  Підманули  Галю – забрали  з собою...» довольно короткая, что вероятно свидетельствует о литературной обработке. В более полных версиях упоминается о количестве казаков, где и как «обманули» девушку, этапы странствования, уговоры девушки.
Существуют различные варианты происхождения мужчин, которые едут домой: волохи, хазары (козары), татары, казаки, украинцы, турок, москаль, прусак, грек, лях, поляк, мазур, пильонци (пьяницы), сапожник, «донской казак», туляк, улан, кучер, гайдамак, солдат, дворянин, пан, купец, хомяк (лентяй, вредитель) и другие. Все они являются для местных людей чужаками, в некоторых песнях так и поётся «чужие», «чужеземцы», «чужестранцы» или просто «люди». «Украинцы» в качестве чужаков встречаются в фольклорных песнях на границе с Польшей. По сюжету песни мужчины, пообещав девушке лучшую жизнь, забирают её с собой, долго везут, привязывают косами к сосне, поджигают сосну, исчезают. На крик Гали отозвался казак, который не связан с чужаками.
Существует польский вариант, в котором казаки с «Украинонькы» уговорили девушку поехать с ними, заставили сбросить платье и ленты, а затем бросили в Дунай, помогая себе саблями; подошедший брат девушки упрекал её за плохое поведение. Имеется вариант, когда девушка  с «милым» отправились в одно, второе, третье поле, и девушка затем говорит, «что любить... не захотела», за что «милый» бросил её в Дунай.
Завязка сюжета иногда происходит в кабаке, где работает «шинкарка Галя» — там девушка была несмотря на запреты матери. Имя «Галя» является типичным для обозначения девушки в свадебных украинских песнях. Встречаются также и другие имена: Аня, Анечка, Ганзя, Рейзя, Кася,  Хайка, Марийка, Катерина или имя не упоминается.
Во время уговоров «чужаки» обещают девушке, что с ними будет лучше, чем у родной матери, или соблазняют тем, что «у нас не ткут, не прядут, ни сеют, ни жнут. .., мёд-горилку пьют». Иногда наоборот — девушка предлагает соревнования «кто меня уведёт, его я буду» (укр. хто мє доплинет, єго я буду) или чужаки отказывают девушке от продолжения совместной поездки.
Часто «чужаков», которые уговаривают и увозят девушку, трое: «пруссак и поляк да донской казак», «поляк, да казак, да третий хомяк», «туляк, да поляк, да с Дону казак», «с поля полевец... с града гражданин... с Дону казак », турок, татарин и валах. В эпизоде в корчме «три казака пьют », и они оказываются донскими. Каждый пьёт один из напитков: вино, пиво, мед или водку; иногда один пьёт, другой на скрипке играет, а третий девушку подговаривает; в некоторых вариантах мужчины платят дукатами, злотыми, червонцами, монетой, золотом, серебром, медяком. В некоторых вариантах «чужаков» один или два. В упрощённых вариантах сюжета, фраза «ехали казаки» создает впечатление, что это значительная группа.
Чужаки ехали: с Дона домой, из дома до Дона, с Днепра домой, с торга-разбоя, с турецкого боя, из Бреста, Берестечко, Березы, Львова, Киева или не указывается. Они идут пешком; или едут на конях, а девушка «позади седла»; на телеге; на повозке; везут телеги вещей вместе с девушкой. Исходя из направления движения казаков можно предположить национальность девушки: полячка (полька), еврейка, украинка, белоруска, русская казачка.
Песня завершается горением сосны с девушкой или потоплением девушки, часто с поучительными словами: «... кто дочерей имеет, пусть научит» (укр. «...хто дочок має, нехай научає») в кабак вечером не ходить, не доверять донским казакам, не гулять по ночам и др.
Этнографы Д. Г. Трегубов и И. М. Трегубова объясняют смысл песни следующим образом. Слово «дунай» в «Слове о полку Игореве» имело два смысла: название реки (Дунай) и обозначения весеннего половодья (дунай). Вспоминают дунай и во время свадьбы, когда вносят ленты для свадебного венка:

...Быстрая реченька течёт, 

...Марусенька бродит. 

За ней папенька...:

— Утонешь, Маруся... 

Ой, предпочла бы я,

Я в том Дунае утонуть...

Лихую долю обмануть...
Оригинальный текст (укр.)...Бистра річенька тече, 

...Марусенька бродить. 

За нив батенько...:

— Втонеш, Марусю... 

— Ой, воліла б я, 

Я в той Дунай тонути...

Лиха доля обгорнути....

То есть выйти замуж описывается как утонуть в «дунае».
В просьбе Гали о спасении видят обряд свадебной «сделки» — требование выкупа со свадебного поезда. Просьбу слышит казак, который пашет, а «пахота» в славянской мифологии является символом оплодотворения. То есть песня описывает инициацию девушки и изменения её социального статуса — переход из девушки в женщину. Поэтому казак — это не «чужак», а жених, а девушка — невеста. Маркерами свадебных мотивов в песне являются: стояние девушки под пылающей «сверху до низу» сосной, или её погружения в Дунай как ритуальная смерть-инициация; завязывание и укладывание косы «по женскому обычаю» до сих пор является частью свадебных ритуалов. Маркеры весенних мотивов: «дунай» как название весеннего половодья реки; сравнения «горела сосна» — «девушка красивая, как весна».